# Ayumi hamasaki TROUBLE TOUR 2020 A 〜サイゴノトラブル〜 FINAL
『ayumi hamasaki TROUBLE TOUR 2020 A 〜サイゴノトラブル〜 FINAL』（アユミ・ハマサキ・トラブル・ツアー・2020・エー・さいごのトラブル・ファイナル）は、浜崎あゆみが2020年10月2日に初のオンライン形式で行った単発配信ライブであり、2021年1月27日発売されたDVD及びBlu-ray Discである。タイトルにある「A」はロゴ表記。

## 解説
映像作品としては前作『ayumi hamasaki BEST LIVE BOX A』から1か月ぶりとなる。映像作品が月1のペースでリリースされるのは、2013年以来7年ぶりとなる（3月8日発売『ayumi hamasaki ARENA TOUR 2012 A 〜HOTEL Love songs〜』と4月8日発売の『ayumi hamasaki COUNTDOWN LIVE 2012-2013 A 〜WAKE UP〜』）。
今作はDVD・Blu-rayのみの2形態で販売。初回仕様のみには、三方背スリーヴと40Pにも及ぶフォトブックが付属される。
自身の誕生日となった10月2日に都内のスタジオにおいて行われた、同年7月25日の「夏ノトラブル」以来3か月ぶり、自身2度目のオンライン形式による配信ライヴの模様を収録。
リリース3日後には、本作収録の「MY ALL」のライブフル尺がYouTube公式アカウント内においてプレミア公開された。

## 開催経緯
- 当初は、同年2月から8月に掛けて沖縄公演までの延べ38公演にも及ぶロングラン・ツアー「ayumi hamasaki TROUBLE TOUR 2020 A 〜サイゴノトラブル〜」を行いその後、秋から冬に掛けて全国アリーナツアーの開催も計画していた（自身の誕生日にHPにおいて公表）。しかし、同年4月時点で2019年新型コロナウイルス (COVID-19)感染者の拡大が急増。これらの影響により、上述公演の残り37公演は開催自粛。実際に行われた公演は2月の埼玉初日2日間のみでの実施となった。
- 本オンライン公演終了後に、第二子の妊娠を自身のファンクラブ公式ブログ内にて公表した。

## 曲目
1. LABYRINTH
2. WHATEVER
3. And Then
4. Many Classic Moments
5. Jump!
6. This side of Me
ダンサーによるパフォーマンス。
7. Bye-bye darling
8. POWDER SNOW
9. It was
10. ayu-ro Mega-Mix
11. Shake It♥
12. Lelio
13. JEWEL
14. Mad World
15. Catcher In The Light (tsk rmx)
16. talkin' 2 myself
17. WE WISH
18. SIGNAL
19. Tell All
20. Love song

ここからアンコール。
1. independent
2. Trauma ～ AUDIENCE ～ flower garden
3. Boys & Girls
4. winding road
5. MY ALL
Wアンコール。

## 参加ミュージシャン
- 浜崎あゆみ：Vocal
- 山崎"Princess"陽子：Chorus
- 浅野ヨンエ：Chorus